# Воробкевич Григорій Іванович
Григо́рій Іва́нович Воробке́вич (10 січня 1838, Чернівці — 24 листопада 1884) —- український поет. Молодший брат Сидора Воробкевича.

## Життєпис
Народився 10 січня 1838 в Чернівцях, у родині священика, вчителя філософії і богослов'я міського ліцею та духовної семінарії. Його генеалогічне древо мало коріння і в румунській, і в литовській землях. Прадід, Сеульський Млака де Оробко, не витримавши насильства німецьких лицарів над православною вірою, перебрався в середині XVIII ст. на Буковину. Дід Михайло змінив прізвище Оробко на Воробкевич.
Григорій, його брат Сидір та сестра Апполонія рано осиротіли. Дітей ставив на ноги та виводив у люди дід Михайло, священик з містечка Кіцмань, та баба Параска. Дід навчав онуків рідної мови і письму, а баба повела їх у світ пісень та переказів про героїчну боротьбу й легендарні подвиги козаків-сміливців. Після закінчення чотирирічної початкової школи у Кіцмані (викладання велося тільки німецькою мовою), обидва хлопці продовжили навчання у Чернівцях — у гімназії та духовній семінарії. Обидва прийняли сан священика.
Деякий час обіймав посаду ректора семінарії в Чернівцях. Склав іспити на звання вчителя закону Божого. Заснував читальню в селі Топорівці, мріяв створити сільську крамницю, чому завадила хвороба.

## Творчість
Григорій став соратником і однодумцем старшого брата — одного із засновників і редакторів журналу «Буковинська зоря», альманаху «Руська хата», фундатора «Руського літературного товариства». Друкувався Григорій під псевдонімом Наум Шрам (за іменем одного з героїв «Чорної ради» П. Куліша). Особливо гостро виступав проти «язичія» західноукраїнських москвофілів («…все задушила московська недоля»), національного гніту, провокаторів, що намагалися зіштовхнути румунів і русинів.
На слова молодшого брата Сидір Воробкевич видав збірку пісень для школярів, яка була на той час, по суті, єдиним українським посібником для буковинського учнівства.

### Приклад поетичної творчості
|           | Ненадобно хахлам письма, їх письма нам вадять — І язик їм вирубати!» — цареві вни радять. І так сталось на Вкраїні, письмо їй забрали, — Живе слово також вкрадуть, як ‘го ще не вкрали. |
| — 1877 р. | |